# Liste des œuvres d'Alain Guerreau
Cette bibliographie complète l'article sur Alain Guerreau.

## Ouvrages et articles
- « Rentes des ordres mendiants à Mâcon au XIVe siècle », Annales. Économie, Sociétés, Civilisations, vol. 25, no 4,‎ 1970, p. 956-965 (lire en ligne)
- « Jean de Braine, trouvère et dernier comte de Mâcon (1224-1240) », Annales de Bourgogne, vol. 43,‎ 1971, p. 81-96
- « L'atelier monétaire royal de Mâcon (1239-1421) », Annales. Économies, sociétés, civilisations, vol. 29, no 2,‎ 1974, p. 369-392 (lire en ligne)
- L'Irak : Développement et contradictions, Paris, Le Sycomore, 1978, 301 p. (ISBN 2-86262-008-4)
- « Le ruraliste français et les archives. À propos du Manuel d'archivistique », Études rurales, no 60,‎ octobre-décembre 1975, p. 89-109 (lire en ligne)
- Le féodalisme : Un horizon théorique, Paris, Le Sycomore, 1980, 229 p. (ISBN 2-86262-057-2, lire en ligne). Traduction portugaise : O feudalismo : Um horizonte teórico, Lisbonne, Edições 70, 1980, 280 p. (ISBN 2-86262-057-2). Traduction espagnole : El Feudalismo : Un horizonte teórico, Barcelone, Crítica, 1984, 262 p. (ISBN 84-7423-222-8)
- « Douze doyennés clunisiens au milieu du XIIe siècle », Annales de Bourgogne, vol. 52, nos 2-3,‎ 1980, p. 83-128
- « Les Annales E.S.C. vues par un médiéviste », Lendemains : Zeitschrift für Frankreichforschung, vol. 24,‎ 1981, p. 43-51
- « Analyse factorielle et analyses statistiques classiques : le cas des ordres mendiants dans la France médiévale », Annales. Économie, Sociétés, Civilisations, vol. 36, no 5,‎ 1981, p. 869-912 (lire en ligne)
- « Ethnologie à Minot : structure et inversion », Annales. Économies, sociétés, civilisations, vol. 37, no 2,‎ 1982, p. 344-352 (lire en ligne)
- « Les pèlerinages du Mâconnais : une structure d'organisation symbolique de l'espace », Ethnologie française, vol. 12,‎ 1982, p. 7-30 (lire en ligne)
- « Analyse statistique des finances municipales de Dijon au XVe siècle. Observations de méthode sur l'analyse factorielle et les procédés classiques », Bibliothèque de l'École des Chartes, vol. 140, no 1,‎ 1982, p. 5-34 (lire en ligne)
- « Renaud de Bâgé, Le Bel Inconnu. Structure symbolique et signification sociale », Romania, no 103,‎ 1982, p. 28-82
- « Féodalisme », dans Georges Labica éd., Dictionnaire critique du marxisme, Paris, 1982 (ISBN 2130373941), p. 364-368
- « Observations statistiques sur les créations de couvents franciscains en France, XIIIe – XVe siècles », Revue d’histoire de l’Église de France, vol. 70, no 184,‎ 1984, p. 27-60 (lire en ligne)
- « La crise est devant nous », Espaces Temps, vol. 29,‎ 1985, p. 17-18 (lire en ligne)
- « L'historique, le rationnel », Espaces Temps, vol. 30,‎ 1985, p. 28-34 (lire en ligne)
- « Organisation et contrôle de l'espace : les rapports de l'État et de l'Église à la fin du Moyen Âge », dans Jean-Philippe Genet, Bernard Vincent dir., État et Église dans la genèse de l'État moderne, Madrid, 1986, p. 273-278
- « Un tournant de l’historiographie médiévale », Annales. Économie, Sociétés, Civilisations, vol. 41, no 5,‎ 1986, p. 1167-1176 (lire en ligne)
- « Fustel de Coulanges médiéviste », Revue historique, vol. 275,‎ 1986, p. 381-406 (lire en ligne)
- « Raymond Aron et l'horreur des chiffres », Histoire & Mesure, vol. 1, no 1,‎ 1986, p. 51-73 (lire en ligne)
- « Recherches sur les foires de Mâcon (XIVe – XVIe siècles) », Annales de l'Académie de Mâcon, no 63,‎ 1987, p. 131-145
- « Réflexions sur les mutations monétaires en France, à la fin du Moyen Âge », dans Georges Depeyrot éd., Rythmes de la production monétaire, de l'antiquité à nos jours, Louvain-la-Neuve, 1987, p. 521-535
- Les cagots du Béarn : Recherches sur le développement inégal au sein du système féodal européen, Paris, 1988
- « Documents inédits sur les foires de Mâcon (XIVe – XVIIIe siècles) », Annales de l'Académie de Mâcon, no 64,‎ 1988, p. 217-227
- « Mesures du blé et du pain à Mâcon (XIVe – XVIIIe siècles) », Histoire & Mesure, vol. 3, no 2,‎ 1988, p. 163-219 (lire en ligne)
- « Fief, féodalité, féodalisme », Anuario. Escuela de Historia, vol. 13,‎ 1988, p. 69-105
- « Pourquoi (et comment) l’historien doit-il compter les mots ? », Histoire & Mesure, vol. 4, nos 1-2,‎ 1989, p. 81-105 (lire en ligne)
- « Notes statistiques sur les jardins de Saint-Flour (XIVe siècle) », dans Jean-Louis Biget éd., Les cadastres anciens des villes et leur traitement par l'informatique, Rome, 1989 (ISBN 2728301646, lire en ligne), p. 341-357
- « Féodalité », dans Sylvain Auroux éd., Encyclopédie philosophique universelle. II. Les notions philosophiques, tome I, Paris, PUF, 1990 (ISBN 2-13-041440-0), p. 977-980
- « Lournand au Xe siècle : histoire et fiction », Le Moyen Âge, vol. 96, nos 3-4,‎ 1990, p. 519-537 (lire en ligne)
- (es) « Politica / derecho / economìa / religiòn : còmo eliminar el obstàculo ? », dans Reyna Pastor dir., Relaciones de poder, de producciòn y parentesco en la edad media y moderna. Aproximaciòn a su estudio, Madrid, Consejo Superior de Investigaciones Cientìficas, 1990, p. 459-465
- « Fief, féodalité, féodalisme. Enjeux sociaux et réflexion historienne », Annales. Économie, Sociétés, Civilisations, vol. 45, no 1,‎ 1990, p. 137-166 (lire en ligne)
- « Observations statistiques élémentaires sur une série de dates de vendanges (fin XVe-fin XXe) », Histoire & Mesure, vol. 6, nos 1-2,‎ 1991, p. 77-91 (lire en ligne)
- « Édifices médiévaux, métrologie, organisation de l'espace. À propos de la cathédrale de Beauvais », Annales. Économie, Sociétés, Civilisations, vol. 47, no 1,‎ 1992, p. 87-106 (lire en ligne)
- « Le pont sur la Saône à Mâcon », dans Georges Lambert, Brigitte Maurice éds, Les veines du temps. Lectures de bois en Bourgogne, Autun, 1992, p. 353-366
- « Les Annales et le problème de la dynamique du système féodal », Rivista di Storia della Storiografia Moderna, vol. 14,‎ 1993, p. 195-205
- « Quelques remarques statistiques sur le corpus des exempla bernardiniens », dans Patrick Arabeyre, Jacques Berlioz, Philippe Poirrier éds, Vies et légendes de saint Bernard de Clairvaux, Cîteaux, 1993 (ISBN 90-800413-6-X), p. 141-151
- « L'honneur blessé », Annales. Économies, sociétés, civilisations, vol. 48, no 1,‎ 1993, p. 227-233 (lire en ligne)
- « À propos d'une liste de fréquences des dénominations professionnelles dans la France du XIXe siècle », Annales. Économies, sociétés, civilisations, vol. 48, no 4,‎ 1993, p. 979-986 (lire en ligne)
- « Travaux pratiques d'archéologie médiévale », Cahiers du C.R.H., no 13,‎ 1994, p. 31-36 (lire en ligne)
- « Soft goulag : le rejet de l'histoire rationnelle », dans Carlos Barros éd., Historia a debate, Santiago de Compostela, 1995, p. 39-40 et 74-79
- « (Re)leer a Marx », Taller d’historia, vol. 5,‎ 1995, p. 25-30
- « Observations métrologiques sur l'abbatiale Saint-Philibert de Tournus », dans Jacques Thirion éd., Saint-Philibert de Tournus. Histoire, archéologie, art, Tournus, 1995, p. 205-214
- « Remarques sur l’arpentage selon Bertrand Boysset (Arles, vers 1400-1410) », dans Elisabeth Mornet dir., Campagnes médiévales : l’homme et son espace. Études offertes à Robert Fossier, Paris, Publications de la Sorbonne, 1995, p. 87-102
- « Climat et vendanges (XIVe – XIXe siècles) : révisions et compléments », Histoire & Mesure, vol. 10, nos 1-2,‎ 1995, p. 89-147 (lire en ligne)
- « Quelques caractères spécifiques de l’espace féodal européen », dans Neithard Bulst, Robert Descimon, Alain Guerreau dir., L’État ou le roi : les fondations de la modernité monarchique en France (XIVe – XVIIe siècle), Paris, MSH, 1996 (lire en ligne), p. 85-101
- « Notes métrologiques sur Saint-Bénigne de Dijon et Saint-Pierre de Genève (XIe – XIIIe siècles) », dans Monique Jannet, Christian Sapin éds, Guillaume de Volpiano et l'architecture des rotondes, Dijon, 1996 (ISBN 2-905965-10-X), p. 151-166
- « Classement des manuscrits et analyses factorielles : le cas de la scala coeli de Jean Gobi », Bibliothèque de l'École des Chartes, no 154,‎ 1996, p. 359-400 (lire en ligne)
- « Analyse spatiale de données historiques et cartes », Mémoire vive, vol. 15-16,‎ 1996, p. 3-12
- « Le champ sémantique de l’espace dans la Vita de saint Maïeul (Cluny, début du XIe siècle) », Journal des savants, no 2,‎ 1997, p. 363-419 (lire en ligne)
- « L'Europe médiévale : une civilisation sans la notion de risque », Risques, vol. 31,‎ 1997, p. 11-18
- « Vingt et une petites églises romanes du Mâconnais : irrégularités et métrologie », dans Patrice Beck dir., L’innovation technique au Moyen Âge, Errance, 1998 (lire en ligne), p. 186-210
- (es) « El concepto de feudalismo : génesis, evolucion y significacion actual », dans Carlos Estepa, Domingo Placido, Juan Trias éds, Transiciones en la antigüedad y feudalismo, Madrid, 1998 (ISBN 8487098339), p. 91-116
- « L’étude de l’économie médiévale : genèse et problèmes actuels », dans Jacques Le Goff, Guy Lobrichon dir., Le Moyen Âge aujourd’hui. Trois regards contemporains sur le Moyen Âge : histoire, théologie, cinéma, Paris, Le Léopard d'Or, 1998, p. 31-82
- « L’évolution du parcellaire en Mâconnais (900-1060) », dans Laurent Feller, Perrine Mane, Françoise Piponnier dir., Le village médiéval et son environnement. Études offertes à Jean-Marie Pesez, Paris, Publications de la Sorbonne, 1998, p. 509-535
- « Espace social, espace symbolique : à Cluny au XIe siècle », dans Jacques Revel, Jean-Claude Schmitt dir., L’ogre historien : autour de Jacques Le Goff, Paris, 1998, p. 167-191
- « La circulation des petites espèces à Mâcon (1510-1528) d’après les inventaires des collectes de l’indulgence pour la réparation du pont », dans Jean Kerhervé, Albert Rigaudière dir., Finances, pouvoirs et mémoire. Hommages à Jean Favier, Paris, 1999, p. 425-451
- « Doyennés et granges de l’abbaye de Cluny. Exploitations domaniales et résidences seigneuriales monastiques en Clunisois du XIe au XIVe siècle », Bulletin monumental, no 157,‎ 1999, p. 71-113
- « Chasse », dans Jacques Le Goff, Jean-Claude Schmitt dir., Dictionnaire raisonné du Moyen Âge, Paris, Fayard, 1999, p. 166-178
- « Féodalité », dans Jacques Le Goff, Jean-Claude Schmitt dir., Dictionnaire raisonné du Moyen Âge, Paris, Fayard, 1999, p. 387-406
- « Les structures de base de la chasse médiévale », dans Agostino Paravicini-Bagliani, Baudoin Van den Abeele dir., La chasse au Moyen Âge : société, traités, symboles, Firenze, 2000, p. 203-219
- « L'analyse des dimensions des édifices médiévaux. Notes de méthode provisoires », dans Nicolas Reveyron, Michel Rocher, Marie-Thérèse Engel dir., Paray-le Monial, Brionnais-Charolais : Le renouveau des études romanes. IIe colloque scientifique international de Paray-le-Monial (2-4 octobre 1998), Paray-le-Monial, 2000 (lire en ligne), p. 327-335
- « Mâcon, 380-1239 : la cité épiscopale », dans Pierre Goujon éd., Histoire de Mâcon, Toulouse, 2000 (ISBN 2708983261), p. 45-79
- « Avant le marché, les marchés : en Europe, XIIIe – XVIIIe siècle », Annales. Histoire, Sciences sociales, vol. 56, no 6,‎ 2001, p. 1129-1175 (lire en ligne)
- « Vinea », dans Monique Goullet, Michel Parisse dir., Les historiens et le latin médiéval, Paris, 2001, p. 67-73
- « Postscriptum : mensura, représentation du monde, structures sociales », Histoire & Mesure, vol. 16, nos 3-4,‎ 2001, p. 405-414 (lire en ligne)
- L’avenir d’un passé incertain : Quelle histoire du Moyen Âge au XXIe siècle ?, Paris, Le Seuil, 2001. Traduction espagnole : (es) El futuro de un pasado : La Edad Media en el siglo XXI, Barcelone, Crítica, 2002, 253 p. (ISBN 84-8432-342-0). Traduction roumaine : Viitorul unui trecut incert : Ce fel de istorie a Evului Mediu in secolul al XXI-lea?, Chisinau, Cartier, 2003, 308 p. (ISBN 9975-7-9199-9).
- « À la recherche de la cohérence globale et de la logique dominante de l’Europe féodale », dans Natalie Fryde, Pierre Monnet, Otto Gerhard Oexle dir., Die Gegenwart des Feudalismus. Présence du féodalisme et présent de la féodalité. The Presence of Feudalism, Göttingen, Vandenhoeck & Ruprecht, 2002, p. 195-210
- (it) « Il significato dei luoghi nell'Occidente medioevale : struttura e dinamica di uno 'spazio' specifico », dans Enrico Castelnuovo, Giuseppe Sergi dir., Arti e storia nel Medioevo, tome 1 : Tempi, spazi, istituzioni, Torino, Einaudi, 2002, p. 201-239. Version française : « La signification des lieux dans l'Occident médiéval », sur HAL-SHS, 2002
- « Le tarif du péage de Mâcon », dans Jean-Paul Bravard, Jean Combier dir., La Saône, axe de civilisation, 2002, p. 365-383
- « L'église romane de Saint-André-le-Désert: notes sur quelques textes et sur le bâtiment », Annales de l'Académie de Mâcon,‎ 2002, p. 197-218
- « Structure et évolution des représentations de l’espace dans le haut Moyen Âge occidental », dans Uomo e spazio nell’alto medioevo, Spoleto, Settimane di studio di Spoleto, 2003, p. 91-115
- (de) « Die französische Mediävistik am Anfang des 21. Jahrhunderts », dans Hans-Werner Goetz, Jörg Jarnut éds, Mediävistik im 21. Jahrhundert. Stand und Perspektiven der internationalen und interdisziplinären Mittelalterforschung, München, 2003 (ISBN 3-7705-3888-9), p. 35-40
- (it) « Stabilità, via, visione : le creature e il Creatore nello spazio medievale », dans Enrico Castelnuovo, Giuseppe Sergi dir., Arti e storia nel Medioevo, tome 3 : Del vedere : pubblici, forme e funzioni, Torino, Einaudi, 2004, p. 167-197. Version française : « Stabilité, voie, vision : les créatures et le Créateur dans l'espace médiéval », sur HAL-SHS, 2004
- Alain Guerreau, « Statistique pour historiens », sur Éditions en ligne de l'École des Chartes, 2004
- « Textus chez les auteurs latins du XIIe siècle », dans Ludolf Kuchenbuch, Uta Kleine dir., ‘Textus’ im Mittelalter, 2005, p. 149-178
- « Saint-Nicolas de Marcigny : une église romane originale et importante », dans Nicolas Reveyron éd., 1004-2004, un millénaire à Paray-le-Monial, Paray-le-Monial, 2006 (ISBN 2-9525127-2-8), p. 153-167
- « Situation de l'histoire médiévale (esquisse) », Medievalista online, vol. 4, no 5,‎ 2008 (ISSN 1646-740X, lire en ligne)
- Alain Guerreau, « Les édifices romans en Saône-et-Loire », sur HAL-SHS, février 2009
- « Autels romans entre Loire et Saône », dans Actualités du Patrimoine roman en Bourgogne du Sud, Saint-Christophe-en-Brionnais, Saint-Christophe en Brionnais, 2010, p. 33-50
- « Mensura et metiri dans la Vulgate », Micrologus. Natura, Scienze e Società Medievali, vol. 19,‎ 2011, p. 3-19
- Alain Guerreau, « Pour un corpus de textes latins en ligne », CBMA, sur Bulletin du centre d’études médiévales d’Auxerre, Revues.org, 12 avril 2011
- « Châteaux et mesures, notes préliminaires », dans Hervé Mouillebouche éd., Châteaux et Mesures: actes des 17es journées de castellologie de Bourgogne 23-24 octobre 2010, château de Pierreclos, Chagny, 2011 (ISBN 978-2-9532994-5-8), p. 12/25/13
- André Déléage (1903-1944) : Actes du colloque de Cluny, 3-5 septembre 2003, vol. 83, t. 1-3, Annales de Bourgogne, 2012
- « Avant-propos : Actes du colloque de Cluny, 3-5 septembre 2003 », dans Alain Guerreau, Didier Méhu éd., André Déléage (1903-1944), vol. 83, t. 1-3, Annales de Bourgogne, 2012, p. 11-15
- « Lettres de Marc Bloch à André Déléage (26 août 1927-17 janvier 1940). Archives départementales de Saône-et-Loire, 53 J 9 », Annales de Bourgogne, vol. 83, nos 1-3,‎ janvier-septembre 2012, p. 93-134
- (de) « Marx und das Mittelalter. Zur Frage seiner Quellen », dans Marx und der Feudalismus II, Berlin, Philosophische Gespräche, 2012, p. 5-36
- « Mesures des églises médiévales de Lyon », dans Moritz Wedell dir., Was zählt : Ordnungsangebote, Gebrauchsformen und Erfahrungsmodalitäten des numerus im Mittelalter, Köln, Böhlau, 2012, p. 119-153
- Alain Guerreau, « Textes anciens en série. Outils informatiques d'organisation et de manipulation de bases de données textuelles », CBMA, sur Bulletin du centre d’études médiévales d’Auxerre, Revues.org, 1er mars 2012
- « Une règle graduée, en Allemagne du Nord, vers 1530 », dans Rosa Lacoy et alii dir., Le plaisir de l'art du Moyen Âge : commande, production et réception de l'œuvre d'art. Mélanges offerts à Xavier Barral i Altet, Paris, Picard, 2012, p. 986-991
- « Réflexions sur l'historiographie clunisienne. Biais, apories, concepts », dans Didier Méhu dir., Cluny après Cluny. Constructions, reconstructions, commémorations, 1790-2010, Presses Universitaires de Rennes, 2013, p. 247-294
- « 'La mesure' au Moyen Âge : quelques directions de recherche », dans Mesure et histoire médiévale. XLIIIe Congrès de la SHMESP (Tours, 31 mai-2 juin 2012), Paris, Publications de la Sorbonne, 2013, p. 17-38
- « Architectus dans les textes latins, fin du IVe - fin du XIIIe siècle », dans Frédéric Elsig dir., L'image en questions, pour Jean Wirth, Genève, Droz, 2013, p. 14-27
- « Toponymie et nouvelles techniques : une expérience de géotoponymie historique dans un cadre communal (Broye, Saône-et-Loire) », La Nouvelle revue d'onomastique, vol. 55, 2013, p. 3-46.
- « Postface. Traitement des données historiques spatialisées. Que faire ? et comment ? », dans Marie-José Gasse-Grandjean et Laure Saligny (dir.), Géolocalisation et sources anciennes ? Actes des journées d'études de Dijon, Maison des Sciences de l'Homme, 13-14 novembre 2014, numéro Hors-série n° 9 du Bulletin du centre d'études médiévales d'Auxerre / BUCEMA, 2016 ( ISSN 1954-3093, en ligne).
- « FANTOIR géolocalisé : mode d'emploi simplifié », dans Marie-José Gasse-Grandjean et Laure Saligny (dir.), Géolocalisation et sources anciennes ? Actes des journées d'études de Dijon, Maison des Sciences de l'Homme, 13-14 novembre 2014, numéro Hors-Série n° 9 du Bulletin du centre d'études médiévales d'Auxerre / BUCEMA, 2016 (ISSN 1954-3093, en ligne).
- « La chair dans les recueils d'exempla méridionaux (XIIIe – XIVe siècles) » (avec Jacques Berlioz), dans Michelle Fournié et Daniel Le Blévec (dir.), L'Église et la chair (XIIe – XVe siècle), Toulouse, Privat, 2019 (Cahiers de Fanjeaux, 52), p. 211-235.
- Saint-Philibert de Tournus : la société, les moines, l'abbatiale, Paris, Association pour l'inscription de l'abbaye Saint-Philibert de Tournus, 2019, 215 p.  (ISBN 978-2-9568122-0-3).